# Donkey Kong 3
Donkey Kong 3 (jap.: ドンキーコング3, Hepburn: Donkī Kongu Surī) ist ein Shoot-’em-up-Arcade-Spiel, das im Jahr 1983 von Nintendos Entwicklerstudio Nintendo Research & Development 1 entwickelt wurde. Es ist der Nachfolger von Donkey Kong Jr. und wurde später für das Nintendo Entertainment System (NES) bzw. den Family Computer (Famicom) portiert. Es ist der letzte Ableger einer dreiteiligen Serie von Donkey-Kong-Arcade-Spielen und unterscheidet sich nach übereinstimmender Meinung einiger Tester stark von seinen Vorgängern. Das Spiel konnte vom Erfolg her nicht an den ersten Teil der Reihe, Donkey Kong, anknüpfen.

## Spielprinzip
Donkey Kong 3 ist ein Shoot-’em-up-Spiel, das Ideen von Space Firebird, einem früheren Nintendo-Arcade-Spiel, aufgreift und sie in eine neue Umgebung bringt. Donkey Kong hängt in Donkey Kong 3 an Ranken in der Mitte des Bildschirms, und der vom Spieler kontrollierte Stanley, der Kammerjäger, rennt und springt auf Plattformen unter ihm. Stanley kann sowohl auf Donkey Kong als auch auf Insekten, die durch die Level fliegen, Insektenspray abfeuern. Ein Level ist abgeschlossen, wenn Donkey Kong, weil er permanent mit Insektenspray besprüht wird, an die oberste Stelle des Bildschirms zu klettern gezwungen wird, oder indem alle Insekten getötet werden. Eine Superspraydose fällt auf die Reben herunter, wenn Donkey Kong weit genug nach oben gejagt wurde. Das Superspray hält nur eine begrenzte Zeit lang an und lässt Donkey Kong viel schneller nach oben klettern, wodurch es einfacher wird, das Level zu beenden. Es entsteht nur zu Beginn eines jeden Versuchs. Die Insekten sind u. a. Bienenköniginnen, die bei Zerstörung in tödliche Stücke zerfallen, Schmetterlinge, Käfer, Motten und Weinfresser. Einige der Insekten versuchen, die Blumen am unteren Bildschirmrand aufzunehmen und wegzutragen. Verlorene Blumen verringern den Bonus am Ende eines Levels.
Es gibt insgesamt drei Level in einer festgelegten Reihenfolge, die sich nach Beenden des Spiels wiederholen.

## Handlung
Im Spiel steuert der Spieler den Gewächshausgärtner Stanley, der Donkey Kong mit seiner Sprühpistole ein Gewächshaus hinauftreiben muss, während dieser unentwegt Insekten aufscheucht, die Stanley angreifen. Durch die Sprühpistole enthält das Spiel Shoot-’em-up-Elemente.

## Nachfolger, Portierung und Neuveröffentlichungen

### Nachfolger
1984 entwickelte Hudson Soft einen inoffiziellen Nachfolger von Donkey Kong 3 für die ausschließlich in Japan erschienenen Spielkonsolen NEC PC-8801, NEC PC-6601, Sharp X1 und FM-7 mit dem Titel Donkey Kong 3: The Great Counterattack (jap.:ドンキーコング3 大逆襲, Hepburn: Donkī Kongu Surī Dai Gyakushū). Das Spiel unterscheidet sich erheblich vom Original. Während das Insektenspray aus dem Original-Spiel, mit dem Donkey Kong in die Luft gejagt wird, erhalten bleibt, werden 20 neue Hintergründe im Freien geboten, darunter eine Brücke, der Planet Saturn, eine Wüste, eine Pyramide und eine Autobahn. Nachdem der Spieler das 20. Level abgeschlossen hat, beginnt das Spiel in Level 21 vor vorne. Stanley kann sich nur von links nach rechts bewegen und nicht springen.
Jahrzehntelang war Donkey Kong 3: The Great Counterattack für die Videospiel-Community außerhalb Japans praktisch unzugänglich. Im Dezember 2017 wurde eine seltene Kopie der Sharp X1-Version von Fans bei Yahoo! Auctions erworben. Im Februar 2018 wurde das Spiel dem Rest der Welt per Emulation zur Verfügung gestellt.

### Game-&-Watch-Portierung

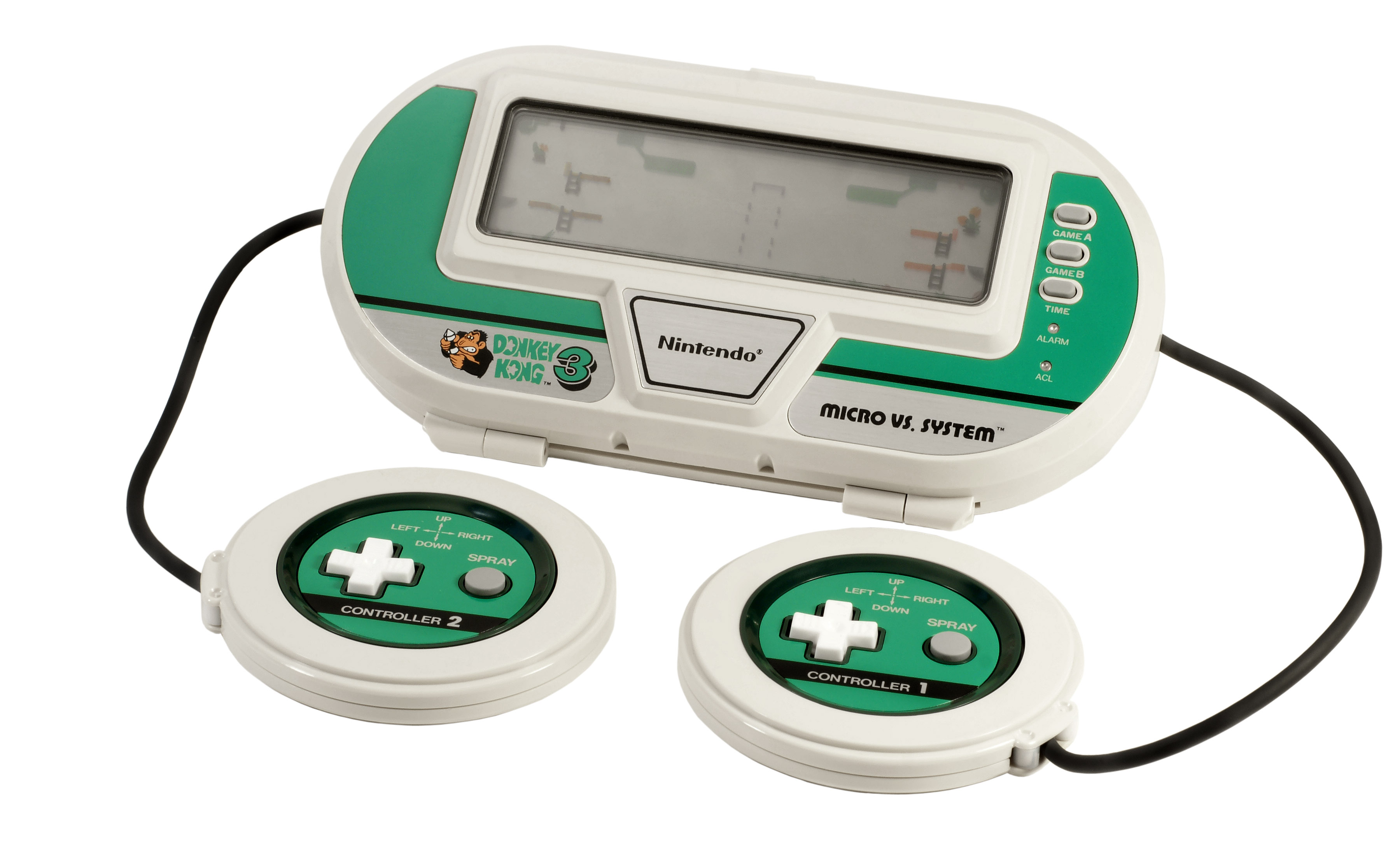
Game & Watch mit dem Spiel Donkey Kong 3

Eine Game-&-Watch-Version des Spiels hat ein anderes Gameplay. In dieser Version kontrolliert Spieler 1 Stanley und der Computer (oder Spieler 2) Donkey Kong in einem Duell gegeneinander, indem sie mit Sprühdosen sprühen, um die Bienen auf die andere Seite zu bewegen und die Bienen dazu bringen, ihre Gegner zu stechen. Spieler können bis zu drei Mal mit ihrer Sprühdose sprühen, ist der Tank leer, muss er neu aufgefüllt werden. Eine Version dieses Spiels wurde in das Spiel Game & Watch Gallery 4 für den Game Boy Advance aufgenommen, jedoch mit Mario anstelle von Stanley und einem Buu Huu und einem Feuerball anstelle der Bienen.

### Neuveröffentlichungen
Die NES-Version von Donkey Kong 3 wurde für die Virtual Console der Wii, des Nintendo 3DS und der Wii U veröffentlicht, während die Arcade-Version im Nintendo eShop der Nintendo Switch als Teil der Arcade-Archives-Serie von Hamster veröffentlicht wurde. Das Spiel erschien auch in der exklusiv für Mitglieder von Nintendo Switch Online erhältlichen kostenlos aus dem Nintendo eShop der Nintendo Switch herunterladbaren Anwendung Nintendo Entertainment System – Nintendo Switch Online.

## Rezeption
Die Bewertungen zu Donkey Kong 3 waren größtenteils durchwachsen. IGN bewertete das Spiel mit 6,0 von insgesamt 10 möglichen Punkten.
Das im Vereinigten Königreich ansässige Videospiel-Fachmagazin Computer and Video Games behauptete, „fast action and superior sound effects“ („schnelle Action und überlegene Soundeffekte“) machten Donkey Kong 3 zu einem „sure hit“ („definitiven Hit“) in Arcade-Hallen.
Nintendo Life urteilte, dass sich Donkey Kong 3 im Gameplay grundlegend von seinen Vorgängern unterscheidet.

## Trivia
- Das Spiel kann in Animal Crossing für den Nintendo GameCube freischaltet werden.
- Eine Trophäe von Stanley, dem Protagonisten des Spiels, kann in Super Smash Bros. Melee für den Nintendo GameCube freigeschaltet werden.